# Puente de Ánimas
Puente de Ánimas är en ort i Mexiko.   Den ligger i kommunen Tacámbaro och delstaten Michoacán de Ocampo, i den södra delen av landet, 240 km väster om huvudstaden Mexico City. Puente de Ánimas ligger 2 185 meter över havet och antalet invånare är 322.
Terrängen runt Puente de Ánimas är lite bergig, och sluttar söderut. Runt Puente de Ánimas är det ganska tätbefolkat, med 65 invånare per kvadratkilometer. Närmaste större samhälle är Tacámbaro de Codallos, 10,4 km söder om Puente de Ánimas. I omgivningarna runt Puente de Ánimas växer huvudsakligen savannskog.